# Tini: Het nieuwe leven van Violetta
Tini: Het nieuwe leven van Violetta (oorspronkelijke titel Tini: El gran cambio de Violetta) is een door Disney geproduceerde film uit 2016. De film is het vervolg op de televisieserie Violetta. De hoofdrol wordt vertolkt door de Argentijnse actrice Martina Stoessel. De film is op 23 april in Amsterdam in koninklijk theater Carré in première gegaan waar bij de hoofdcast aanwezig was. Op 4 mei 2016 is de film in première gegaan voor de rest. In Nederland wordt een nagesynchroniseerde versie vertoond.

## Verhaal
Violetta heeft het druk met haar tournee Violetta Live. Wanneer Violetta een roddel opvangt over Leon en Melanie (een Amerikaanse actrice die veel tijd met Leon doorbrengt), gaat Violetta naar het huis van Isabella in Italië om haarzelf terug te vinden. In Italië ontmoet ze Caio, een jongen die op het platteland werkt en danser wil worden. Ook ontmoet ze Miranda, een stiliste, en Eloisa, een fotografe. Wanneer Leon erachter komt dat Violetta naar Italië is gevlucht, belt hij direct naar Lucinda, die in Madrid bezig is met haar modeketen. Lucinda en Leon gaan met zijn tweeën naar Italië om Violetta terug te halen.

## Rolverdeling
| Acteur            | Personage                       | Engelse stem       | Nederlandse stem  |
| ----------------- | ------------------------------- | ------------------ | ----------------- |
| Martina Stoessel  | Violetta Castillo/Tini Castillo | Emma Kelly         | Abbey Hoes        |
| Jorge Blanco      | León Vargas                     | Josh Green         | Roel Dirven       |
| Mercedes Lambre   | Lucinda Ferro                   | Lesley Harcourt    | Cynthia de Graaff |
| Sofia Carson      | Melanie Sanchez                 | Candice Palladino  |                   |
| Clara Alonso      | Angie Cárrara Castillo          | Alexandra Vincent  | Donna Vrijhof     |
| Diego Ramos       | Herman Castillo                 | Scott Joseph       | Edward Reekers    |
| Ridder van Kooten | Raúl                            | Jamie Tanner       | Ridder van Kooten |
| Adrian Salzedo    | Caio                            | Matteo Di Battista | Juan Gerlo        |
| Georgina Amorós   | Eloisa                          | Rosemary Lippard   |                   |
| Vale Burberry     | Marco                           |                    |                   |
| Ángela Molina     | Isabella                        | Korrina Dunton     | Nicky Langley     |
| Beatrice Arnera   | Miranda                         | Abbie Eastwood     |                   |
| Francisco Viciana | Roko                            |                    |                   |
| Leonardo Cecchi   | Saúl                            | Leonardo Cecchi    |                   |
| Pasquale Di Nuzzo | Stefano                         | Adam Sopp          |                   |